# 1002年
| 千纪： | 2千纪                                                                                                   |
| 世纪： | 10世纪 \| 11世纪 \| 12世纪                                                                              |
| 年代： | 970年代 \| 980年代 \| 990年代 \| 1000年代 \| 1010年代 \| 1020年代 \| 1030年代                           |
| 年份： | 997年 \| 998年 \| 999年 \| 1000年 \| 1001年 \| 1002年 \| 1003年 \| 1004年 \| 1005年 \| 1006年 \| 1007年 |
| 纪年： | 壬寅年（虎年）；契丹統和二十年；北宋咸平五年；大理明治六年；越南應天九年；日本長保四年                  |

## 大事记
- 勃艮第公爵亨利一世在無嗣的情況下去世，使勃艮地公國陷入繼承危機。法蘭西王國與屬於勃艮地王國的勃艮第伯國均主張擁有勃艮地公國繼承權，導致兩國之間爆發繼承戰爭。
- 英格兰国王埃塞尔雷德下令屠杀在英丹麦人。

## 各国领袖

### 非洲
- 法蒂玛王朝（绿衣大食）- 哈基姆，开罗哈里发，996年－1021年
  - 伊夫奇亚 – 巴迪斯, 齐里王朝，995年－1016年
- 埃塞俄比亚（黑暗时代）- Judith，埃塞俄比亚君主，约1000年－约1040年
- 馬庫里亞王國（栋古拉王国）- 拉斐尔，马库里亚国王，999年－1030年
- 桑海王国 - 迪亚·科索伊，桑海国王，约1000年－1019年后

### 亚洲
- 中国
  - 北宋 - 宋真宗，中国皇帝，997年－1022年
  - 辽 - 辽圣宗，中国皇帝，982年－1031年
  - 西夏 - 李继迁，西夏王，991年－1004年
  - 大理 - 段素英，大理国国王，986年－1009年
- 朝鲜半岛（王氏高丽）- 高丽穆宗，高丽国王，997年－1009年
- 日本 (平安时代) –
  - 日本天皇 – 一条天皇，986年－1011年
  - 藤原氏 – 藤原道長，995年－1017年
- 越南
  - 大瞿越 - 黎桓，大瞿越皇帝，980年－1005年
  - 占婆 - 毗阇耶跋摩，占婆国王，约998年－1007年
- 柬埔寨（吴哥王朝）- 
  1. 优陀耶迭多跋摩一世，吴哥国王，1001年－1002年
  2. 闍耶毗羅跋摩，吴哥国王，1002年－1006年
- 马打兰 - 达尔马旺夏，马打兰国王，985年－1006年
- 印度
  - 注辇 - 罗阇罗阇一世，注辇国王，985年－1012年
  - 遮娄其王朝 - 萨特耶室罗耶，遮娄其国王，997年－1008年
  - 阿萨姆 - 婆罗贺摩波罗，阿萨姆国王，990年－1010年
  - 基腊罗普特拉王国 - 作明罗毗跋摩一世，基腊罗普特拉国王，962年－1019年
  - 摩腊婆 - 信度罗阇，摩腊婆国王，995年－1010年
  - 波罗王朝 - 摩希波罗，波罗国王，988年－1038年
  - 瞿折罗-波罗提诃罗王朝 - 罗阇耶波罗，波罗提诃罗王朝国王，约990年－1018年
  - 索拉什特拉 - 卡瓦特一世，索拉什特拉国王，982年－1003年
- 斯里兰卡 - 摩晒陀五世，斯里兰卡国王，982年－约1007年，仅统治很小地域；大部分领土被罗阇罗阇一世占领
- 黑汗王朝 - 阿尔斯兰·伊列克·纳斯尔，黑汗王朝大汗，998年－1017年
- 加兹尼王朝 - 马哈茂德，加兹尼王朝苏丹，998年－1030年
- 布哈拉 - 胜利者伊斯梅尔，萨曼王朝的复国志士，999年－1004年
- 伊朗
  - 白益王朝（伊拉克、法尔斯和克尔曼）- 巴哈·阿勒道拉，白益王朝埃米尔，988年－1012年
  - 锡斯坦（萨法尔王朝）- 阿布·艾哈迈德·哈拉夫·伊本·艾哈迈德，萨法尔王朝埃米尔，963年－1002年（灭亡）
  - 泰伯里斯坦（席亚尔王朝）- 沙姆斯·穆阿里·阿布-哈桑·加布斯·伊本·乌什姆吉尔，席亚尔王朝埃米尔，976年－1012年
- 阿拔斯王朝 - 卡迪尔，巴格达哈里发，991年－1031年
- 阿勒颇 - 
  1. 赛义德·乌德-杜拉·赛义德，阿勒颇埃米尔，991年－1002年
  2. 阿里二世，阿勒颇埃米尔，1002年－1004年
- 摩苏尔 - Mu'tamid al-Dawla Qirwash，摩苏尔埃米尔，1001年－1050年
- 格鲁吉亚（卡尔特利王国）- 古根，卡尔特利国王，1001年－1008年
- 亚美尼亚 - 加吉克一世，亚美尼亚国王，989年－1020年
- 塞尔柱突厥人 -（可能是）塞尔柱贝伊，塞尔柱人的贝伊，？－1038年

### 欧洲
- 教宗國：教宗思維二世，999年－1003年
- 拜占廷帝国 - 巴西尔二世，拜占廷帝国皇帝，976年－1025年
- 西班牙
  - 科尔多瓦哈里发国（白衣大食）- 希沙姆二世，科尔多瓦哈里发，976年－1008年，1010年－1012年
  - 莱昂 - 阿方索五世，莱昂国王，999年－1028年
  - 纳瓦拉 - 桑乔·加尔塞斯三世，纳瓦拉国王，1000年－1035年
  - 巴塞罗那 - 拉蒙·博雷尔，巴塞罗那伯爵，992年－1018年
- 神圣罗马帝国（不包括意大利）- 
  1. 奥托三世，神圣罗马帝国皇帝，983年－1002年
  2. 亨利二世，神圣罗马帝国皇帝，1002年－1024年

  - 波希米亚 -

  1. 波列斯拉夫三世，波希米亚公爵，999年－1002年
  2. 弗拉迪沃伊，波希米亚公爵，1002年－1003年

  - 奥地利 - 亨利一世，奥地利藩侯，994年－1018年
  - 巴伐利亚 - 亨利四世，巴伐利亚公爵，995年－1005年
  - 克恩滕 - 亨利四世，克恩滕公爵，995年－1004年
  - 上洛林 - 迪特里希一世，上洛林公爵，978年－1027年
  - 下洛林 - 奥托，下洛林公爵，991年－1012年
  - 卢森堡（摩泽尔和阿登）- 亨利一世，摩泽尔和阿登伯爵，998年－1026年
  - 迈森 -

  1. 埃卡德二世，迈森藩侯，985年－1002年
  2. 贡策林，迈森藩侯，1002年－1009年

  - 普法尔茨 - 埃佐，普法尔茨伯爵，994年－1034年
  - 萨克森 - 伯恩哈德一世，萨克森公爵，973年－1011年
  - 士瓦本 - 赫尔曼二世，士瓦本公爵，997年－1003年
- 匈牙利 - 伊什特万一世，匈牙利大公，997年－1038年
- 英格兰 - 埃塞尔雷德二世，英格兰国王，978年－1013年，1014年－1016年
- 苏格兰 - 肯尼思三世，苏格兰国王，997年－1005年
- 爱尔兰 - 
  1. 马埃尔·塞克奈尔·麦克唐奈尔，爱尔兰国王，979年－1002年
  2. 布赖恩·博鲁，爱尔兰国王，1002年－1014年
- 法国 - 罗贝尔二世，法国国王，996年－1031年
  - 诺曼底 - 理查二世，诺曼底公爵，996年－1027年
  - 安茹 - 富尔克三世，安茹伯爵，987年－1040年
  - 阿基坦 - 威廉五世，阿基坦公爵，990年－1029年
  - 布列塔尼 - 若弗鲁瓦一世，布列塔尼公爵，992年－1008年
  - 布卢瓦 - 蒂博二世，布卢瓦伯爵，995年－1004年
  - 勃艮第 -

  1. 大亨利，勃艮第公爵，965年－1002年
  2. 奥托-纪尧姆，勃艮第公爵，1002年－1004年

  - 瓦卢瓦 - 戈蒂埃二世，瓦卢瓦伯爵，998年－1017年
  - 香槟 - 艾蒂安一世，香槟伯爵，995年－1022年
  - 曼恩 - 于格三世，曼恩伯爵，992年－1015年
  - 加斯科涅 - 贝尔纳多·纪廉，加斯科涅公爵，984年－1009年
  - 图卢兹 - 威廉三世，图卢兹伯爵，950年－1037年
  - 佛兰德 - 博杜安四世，佛兰德伯爵，988年－1036年
- 勃艮第王国 - 鲁道夫三世，勃艮第国王，993年－1032年
- 波兰 - 波列斯瓦夫一世，波兰国王，992年－1025年
- 罗斯 - 弗拉基米尔一世·斯维亚托斯拉维奇，基辅大公，980年－1015年
  - 诺夫哥罗德 - 维谢斯拉夫·弗拉基米罗维奇，诺夫哥罗德王公，987年－1010年
  - 沃伦 - 弗谢沃洛德·弗拉基米罗维奇，沃伦王公，约987年－？
  - 德列夫利安 - 斯维亚托斯拉夫·弗拉基米罗维奇，德列夫利安王公，？－1015年
  - 穆罗姆 - 鲍里斯·弗拉基米罗维奇，穆罗姆王公，？－1015年
  - 波洛茨克 - 弗谢斯拉夫·伊贾斯拉维奇，波洛茨克王公，1001年－1003年
  - 罗斯托夫 - 雅罗斯拉夫·弗拉基米罗维奇，罗斯托夫王公，987年－1010年
  - 特穆塔拉干 - 姆斯季斯拉夫·弗拉基米罗维奇，特穆塔拉干王公，988年－1036年
  - 图罗夫 - 斯维亚托波尔克·弗拉基米罗维奇，图罗夫王公，988年－1015年
- 可萨汗国 -（可能是）乔治·祖尔，可萨汗，？－1016年
- 佩切涅格人 -（可能是）库楚格，佩切涅格汗，约990年－？
- 意大利
  - 阿马尔菲 - 曼索一世，阿马尔菲公爵，966年－1004年
  - 贝内文托 - 潘多尔福二世，贝内文托亲王，981年－1014年
  - 加埃塔 - 约翰三世，加埃塔公爵，991年－1012年
  - 卡普阿 - 兰杜尔福七世，卡普阿亲王，999年－1007年
  - 阿奎莱亚 - 约翰四世，阿奎莱亚宗主教，984年－1017年
  - 米兰 - 阿诺尔福·达·阿尔萨戈，米兰大主教，998年－1018年
  - 那不勒斯 -

  1. 约翰四世，那不勒斯公爵，999年－1002年
  2. 塞尔吉乌斯四世，那不勒斯公爵，1002年－1036年

  - 萨莱诺 - 瓜伊马里奥三世，萨莱诺亲王，994年－1030年
  - 威尼斯共和国 - 彼得罗·奥尔塞奥洛二世，威尼斯执政，991年－1008年
- 保加利亚 - 萨穆埃尔，保加利亚沙皇，976年－1014年
- 丹麦和挪威 - 斯文一世，丹麦国王，985年－1014年；挪威国王，999年－1015年
- 瑞典 - 奥洛夫·舍特康努格，瑞典国王，995年－1022年

## 出生
- 梅尧臣，北宋诗人（1060年去世，58岁）

## 逝世
- 7月：奧托三世（980年－1002年，22岁），東法蘭克國王，羅馬帝國皇帝。
- 勃艮第公爵亨利一世，勃艮第公爵，偉大的于格最小的兒子，965年至1002年在位。